# Zamek Gruyères
Zamek Gruyères – zamek znajdujący się w mieście Gruyères, w alpejskim kantonie Fryburg w Szwajcarii. Usytuowany jest w najwyższej części wydłużonego wzgórza, na którym rozłożyła się historyczna część miasta. Nazwa Gruyères pochodzi prawdopodobnie od heraldycznego żurawia panów Gruyères (franc. grue = żuraw).

## Historia zamku
Hrabiowski ród Gruyères jest jednym z najważniejszych we francuskiej części Szwajcarii, jednak jego pochodzenie nie jest dokładnie znane. Zamek zaczęto wznosić XI w. na miejscu ruin świątyni z czasów gallo-romańskich.
Do XVI wieku zamek należał kolejno w sumie do dziewiętnastu hrabiów Gruyères. Najwybitniejszym z nich był Rudolf III (1200-1270), który rozbudował zamek i ufundował w 1254 r. istniejący do dziś kościół pod wezwaniem św. Teodora (fr. Saint Théodule), pierwszego biskupa Octodurum (dziś Martigny), obecnie patrona kantonu Valais. Michel, ostatni hrabia Gruyères, miał problemy finansowe i ogłosił bankructwo w roku 1554. Wierzyciele, miasta Fryburg i Berno, podzieliły się jego ziemiami. Zamek stał się siedzibą baliwów - zarządców części ziem, przypadłych Fryburgowi (1555-1798), a następnie, aż do 1848 roku rezydencją prefektów. W 1849 r. został wystawiony na sprzedaż i stał się własnością rodzin Bovy i Balland, które urządziły w nim swoją letnią rezydencję i odnowiły zamek z pomocą wielu przyjaciół artystów. W roku 1938, kanton Fryburg odkupił zamek. Obecnie mieści się w nim muzeum, prezentujące w kilkunastu pomieszczeniach historię tego typu wnętrz mieszkalnych na przestrzeni od XVI do XIX w.

## Charakterystyka zamku
Wizyta w zamku to spacer poprzez osiem wieków architektury, historii i kultury. Parter i wieża pochodzą z XIII wieku. Fasady budowli skupionych wokół głównego podworca pochodzą z końca XV w., natomiast główna część mieszkalna została przebudowana w XVI wieku w stylu renesansowym. Jej barokowe wnętrza z XVII i XVIII wieku przypominają epokę kiedy w zamku zasiadali zarządcy Fryburga.
Wśród wnętrz godna uwagi jest Sala Burgundzka, w której są wyeksponowane trzy kapy z symbolami Zakonu Złotego Runa, stanowiące część szwajcarskich łupów, zdobytych na wojskach księcia Burgundii, Karola Śmiałego, podczas bitwy pod Morat w 1476 r. W Sali Baliwów można oglądać XVI-wieczne witraże, XVII-wieczne malowidła ścienne oraz meble z XVI-XVII w. W Sali Hrabiowskiej eksponowane są m.in. XV-wieczne łoże z baldachimem oraz XVI-wieczne arrasy. W wielkiej Sali Rycerskiej podziwianych jest 12 wielkich fresków z lat 1852-1862, przedstawiających sceny z historii (prawdziwej i legendarnej) hrabstwa Gruyère. W wielu miejscach, nad otworami drzwiowymi i okiennymi, nad kominkami, na witrażach i meblach można dostrzec tarcze herbowe z przedstawieniem żurawia - herbowego ptaka panów Gruyères.
Od 1850 roku, w zamku malowali pejzaże i sceny historyczne znani artyści tacy jak Camille Corot, Barthélemy Menn oraz wielu innych. Obecnie zamek, poza eksponowaniem posiadej kolekcji dziel sztuki, organizuje czasowe wystawy, warsztaty oraz inne atrakcje nawiązujące do współczesności.